# Pixel
Cet article concerne l'unité de définition en imagerie numérique. Pour le jeu de société, voir Pixel (jeu).
Ne doit pas être confondu avec point par pouce.
Pour les articles homonymes, voir Pixel (homonymie).

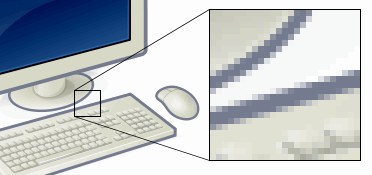
Image numérique dont on voit les pixels carrés d'une portion du fait de son agrandissement.

Le pixel, souvent abrégé p ou px, est l'unité de base de la définition des images numériques matricielles, le mot provenant de la locution anglaise picture element, soit « élément d'image ». À taille donnée et tout chose comparable par ailleurs, l'image matricielle faite de plus de pixels sera de meilleure qualité que celles en ayant moins, ce qui implique qu'ils sont de plus petite taille ; cette image étant ainsi comparable à tout autre par comparaison de leurs densités.
Par extension, le pixel est l’unité de mesure courante de la définition des procédés de production d'images. Par exemple, un capteur qui permet de produire des images de 2 048 × 1 536 pixels au maximum (soit 3 145 728 pixels) est dit avoir une définition de 3,2 mégapixels. Depuis les années 2010, les appareils photo numériques ont des capteurs de plusieurs millions de pixels, en général de 10 à 36 mégapixels.

## Standards d'affichage
Le pixel est la plus petite unité gérée par le contrôleur vidéo, et, de ce fait, c'est aussi l'unité de spécification des diverses définitions d'affichage (largeur × hauteur) usuelles.
| Norme d'affichage                                   | Définition d'affichage en pixels | Nombre    |
| Norme d'affichage                                   | (largeur × hauteur)              | de pixels |
| --------------------------------------------------- | -------------------------------- | --------- |
| VGA (« Video Graphics Array »)                      | 640 × 480                        | 307 200   |
| Super-VGA, ou SVGA (« Super Video Graphics Array ») | 800 × 600                        | 480 000   |
| XGA (« Extended Graphics Array )                    | 1 024 × 768                      | 786 432   |
| SXGA (« Super Extended Graphics Array »)            | 1 280 × 1 024                    | 1 310 720 |
| UXGA (« Ultra Extended Graphics Array »)            | 1 600 × 1 200                    | 1 920 000 |

Chaque pixel pourra avoir une apparence particulière, par ses composantes de couleur, en fonction des capacités de l'écran et de son contrôle par la carte graphique.

## Dimensions

Pixel de plus en plus petit donnant une image de meilleure qualité.

Les pixels sont approximativement rectangulaires, parfois carrés. Leur dimension dépend des conditions techniques d'affichage ou d'impression : des réglages de l'écran ou des interactions avec la carte graphique peuvent permettre d'en modifier la taille, changeant inversement la taille de l'image visible.
Habituellement, on indique la taille de l'écran en donnant la longueur de la diagonale, en pouces pour le matériel informatique.
|                                       | Taille écran (écrans au rapport 4/3) |                                       |                                     |                           |
| 14" soit 35,56 cm (28,8 cm × 21,6 cm) | 17" soit 43,18 cm (34,4 cm × 25 cm)  | 19" soit 48,26 cm (38,4 cm × 28,8 cm) | 21" soit 53,34 cm (42,4 cm × 31 cm) |                           |
| Définition de l'écran                 | Taille de pixel (mm × mm)            | Taille de pixel (mm × mm)             | Taille de pixel (mm × mm)           | Taille de pixel (mm × mm) |
| VGA (640 × 480 px)                    | 0,45 × 0,45                          | 0,54 × 0,54                           | 0,60 × 0,60                         | 0,66 × 0,66               |
| XGA (1 024 × 768 px)                  | 0,28 × 0,28                          | 0,34 × 0,34                           | 0,37 × 0,37                         | 0,41 × 0,41               |
| SXGA (1 280 × 1 024 px)               | 0,225 × 0,211                        | 0,269 × 0,252                         | 0,300 × 0,281                       | 0,331 × 0,311             |
| UXGA (1 600 × 1 200 px)               | 0,180 × 0,180                        | 0,215 × 0,215                         | 0,240 × 0,240                       | 0,265 × 0,265             |

## Codages

Cette photo de la Nébuleuse d'Orion prise par le télescope spatial Hubble a 18000 pixels de côté (réduite ici à 200 pixels de côté), soit une définition de 324 mégapixels.

Un pixel peut être codé sur un ou plusieurs bits :
- noir et blanc : un bit sur un écran dit monochrome ou vert ou ambre sur fond noir;
- 16 couleurs (standard VGA) : 4 bits ;
- 256 couleurs (ou 256 niveaux de gris, ce qui revient au même en termes d'occupation mémoire) : 8 bits (1 octet) ;
- 65 536 couleurs (« 65,5 milliers de couleurs ») : 16 bits ;
- 16 777 216 couleurs (« 16,8 millions de couleurs », true colors) : 24 bits.

La mémoire utilisée peut être plus importante. Par exemple, en mode 16 millions de couleurs, le pixel occupe parfois 32 bits (4 octets), l'octet supplémentaire étant inutilisé, ou utilisé pour coder la transparence. Les appareils photographiques professionnels enregistrent jusqu'à 16 bits par couleur, soit 48 bits.
Ceci est valable pour l'information visible du pixel, couleur et transparence, mais en interne, selon le système, par exemple chez Silicon Graphics, en utilisant 16 bits par composante couleur, un canal alpha , le Z-buffer, quad buffer et 3D stéréo et des bits de contrôle système (pour l'empilement des fenêtres etc), on peut aller jusqu'à plus de 640 bits/pixel.
Formule : 2 à la puissance du nombre de bits est égale au nombre de couleurs.
Soit C le nombre de couleurs,
Soit b le nombre de bits,
On peut écrire la formule:
C = 2b

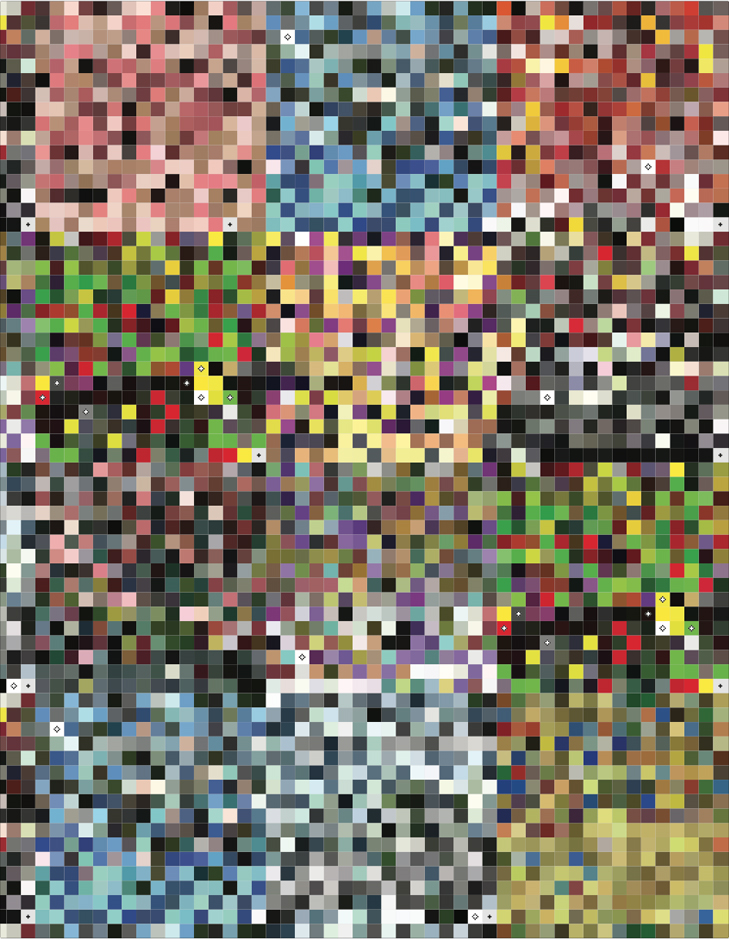
Pixel art

En pratique, à chaque pixel est associée une couleur, usuellement décomposée en trois composantes primaires par synthèse additive : rouge-vert-bleu.
Sur un téléviseur, chaque pixel est reconstitué par une triade de composants électroluminescents, rendant des tons rouge, vert et bleu par excitation électrique (canon à électrons du tube cathodique, écran à diodes électroluminescentes, à cristaux liquides, ou à plasma).

## CSS
En langage CSS, l'unité pixel (px) a été dissociée du pixel matériel afin de pallier la diversité croissante des résolutions (densité de pixels) d'écrans. Ainsi, lorsque la taille d'un élément CSS est exprimée en pixels, le rendu sera similaire quelle que soit la densité de pixels (résolution) de l'appareil d'affichage. Le W3C définit le pixel comme 1/96 de pouce. Cela a conduit certains navigateurs à introduire le concept de ratio pixel physique / pixel logique (dppx).